# Twardzioszek igłowy
Twardzioszek igłowy (Marasmius wettsteinii  Sacc. & P. Syd.) – gatunek grzybów należący do rodziny twardzioszkowatych (Marasmiaceae).

## Systematyka i nazewnictwo
Pozycja w klasyfikacji według Index Fungorum: Marasmius, Marasmiaceae, Agaricales, Agaricomycetidae, Agaricomycetes, Agaricomycotina, Basidiomycota, Fungi.
Zdiagnozowali go Pier Andrea Saccardo i Hans Sydow w 1899 r. Synonimy naukowe:
- Chamaeceras tenerrimus Kuntze 1898
- Marasmius tenerrimus Wettst. 1887

Nazwę polską zaproponował Władysław Wojewoda w 2003 r.

## Morfologia
Kapelusz
Średnica 2,5–7 mm, u młodych okazów półkulisty, u dojrzałych rozpostarty i często z wyraźnym wklęśnięciem na środku, biały. Ma falisty brzeg i jest promieniście żłobiony z prześwitującymi blaszkami.
Blaszki
Rzadkie, bez międzyblaszek, białe, przyrośnięte w postaci kołnierzyka otaczającego trzon.
Trzon
Długi, cienki, nitkowaty. Ma wysokość 2–6 cm przy grubości 0,4–0,8 mm. Prawie w całości jest lśniący i czarnobrązowy, tylko pod kapeluszem u młodych okazów jaśniejszy, u starszych również ciemny.
Cechy mikroskopowe
Zarodniki bezbarwne, gładkie, o kształcie od cylindrycznego do elipsoidalnego i wymiarach 7,5–10 × 3,5–4,8 μm.

## Występowanie i siedlisko
Opisano jego występowanie w Europie i Azji. W. Wojewoda w zestawieniu grzybów wielkoowocnikowych Polski przytacza tylko dwa jego stanowiska z uwagą, że jego rozprzestrzenienie i stopień zagrożenia nie są znane. Liczniejsze i bardziej aktualne stanowiska podaje internetowy atlas grzybów. Jest w nim zaliczony do gatunków rzadkich i wartych objęcia ochroną. Według innych autorów jest bardzo pospolity.
Saprotrof. Rozwija się na igłach drzew szpilkowych, najczęściej na opadłym igliwiu świerka. Czasami występuje masowo tworząc białe łany. Rzadko, ale również spotykany jest na igliwiu jodły, a tylko wyjątkowo na igliwiu sosny.

## Gatunki podobne
Inne drobne gatunki twardzioszków odróżniają się między innymi ciemniejszą barwą kapelusza. Najbardziej podobny jest twardzioszek obrożowy (Marasmius rotula). Można go jednak łatwo odróżnić po siedlisku – występuje na liściach i gałązkach drzew liściastych. Również twardzioszek liściolubny (Marasmius epiphyllus) występuje na liściach i resztkach drewna liściastego. Według spostrzeżeń M. Gryca, morfologicznie twardzioszka igłowego i obrożnego można też odróżnić po liczbie blaszek. Twardzioszek igłowy ma ich mniej niż 20 (zwykle 15-17), twardzioszek obrożowy powyżej 20.
Możliwe jest też pomylenie twardzioszka igłowego ze łysostopkiem szpilkowym (Gymnopus androsaceu). Tu najważniejszym kryterium odróżniającym jest barwa kapelusza; szczetkostopek nigdy nie jest tak jasny, jak twardzioszek igłowy. Jego owocniki początkowo są brązowe, w miarę dojrzewania jaśnieją, ale nigdy nie stają się białe, ponadto ich trzony mają u podstawy czarne i wygięte ryzomorfy.